# Fontaine des Quatre-Saisons (Clermont-Ferrand)
Pour les articles homonymes, voir Fontaine des Quatre-Saisons.
La fontaine des Quatre-Saisons est une fontaine du quartier de Montferrand située dans la ville de Clermont-Ferrand.

## Historique
La fontaine se situe sur la place de la Rodade, dans la partie ouest du quartier de Montferrand. Elle est construite en 1858. Elle a servi d'abreuvoir pour les animaux du foirail de Montferrand.

## Description
La fontaine est en pierre de Volvic. Elle est constituée d'un bassin circulaire au centre duquel s'élève un fût rectangulaire. Chaque face de ce fût représente une des quatre saisons, les décorations étant composées de cornes d'abondance, de rinceaux et de mascarons.
La fontaine était surmontée d'une lanterne à gaz, remplacée par une lanterne moderne.